# Satoshi Furukawa
Satoshi Furukawa (jap. 古川 聡, Furukawa Satoshi; * 4. April 1964 in Yokohama, Präfektur Kanagawa, Japan) ist ein japanischer Astronaut.

## Leben
Furukawa schloss 1983 die Eiko High School in Kamakura ab. Anschließend studierte er Medizin an der Universität von Tokio und promovierte dort 1989. Im Jahr 2000 promovierte er außerdem in wissenschaftlicher Medizin an derselben Universität.
Furukawa ist verheiratet und hat zwei Kinder.

## Raumfahrertätigkeit
1999 wurde er mit zwei weiteren Kandidaten ausgewählt, als japanischer Astronaut die ISS zu besuchen.  Seit April 2001 befindet er sich im speziellen Training für den Raumflug zur ISS, verstärkt ist das Training auf die Ausstattung und die Experimente des japanischen Moduls Kibō. Im Mai 2004 komplettierte er seine Ausbildung in Russland für das Raumschiff Sojus-TMA im Juri-Gagarin-Kosmonautentrainingszentrum. Von Juni 2004 bis Februar 2006 erhielt er im Johnson Space Center eine Ausbildung für das Space Shuttle und die ISS, so dass er als Missionsspezialist eingesetzt werden kann. Im August 2007 war er ein Besatzungsmitglied der NEEMO-13-Mission, einem Unterseeforschungshabitat der National Oceanic and Atmospheric Administration (NOAA) vor der Küste Floridas, in dem er zehn Tage arbeitete.
Im Oktober 2009 wurde Furukawa für einen Langzeitaufenthalt an Bord der ISS nominiert. Er war als Bordingenieur der Expeditionen 28 und 29 von Juni bis November 2011 an Bord der ISS.
Seinen zweiten Raumflug trat Furukawa am 26. August 2023 an. Zusammen mit der US-Amerikanerin Jasmin Moghbeli, dem Dänen Andreas Mogensen und dem Russen Konstantin Borissow flog er mit dem Raumschiff SpaceX Crew-7 zur ISS. Auf der Station traten sie der Expedition 69 bei. Am 12. März 2024 kehrte Furukawa zusammen mit Moghbeli, Mogensen und Borissow zur Erde zurück.